# 1860 en musique classique
| \| • Retour à la chronologie générale de la musique classique • \| |
| Grèce • Rome • Haut Moyen Âge • VIIIe siècle • IXe siècle • Xe siècle • XIe siècle XIIe siècle • XIIIe siècle • XIVe siècle • XVe siècle • XVIe siècle • XVIIe siècle XVIIIe siècle • XIXe siècle • XXe siècle • XXIe siècle |
| • Retour à la chronologie générale de la musique classique • |

| Années en musique classique : 1857 - 1858 - 1859 - 1860 - 1861 - 1862 - 1863    |
| Décennies en musique classique : 1830 - 1840 - 1850 - 1860 - 1870 - 1880 - 1890 |

## Événements
- 18 février : Non credo, article d'Hector Berlioz dans le Journal des débats, à la suite de trois concerts donnés à Paris par Richard Wagner.
- 18 février : Philémon et Baucis, opéra-comique de Charles Gounod, créé au Théâtre-Lyrique, Paris.
- 27 mars : Daphnis et Chloé, opérette de Jacques Offenbach, créée à Paris.
- 11 mai : Titus et Bérénice, opérette-bouffe de Léon Gastinel, créée aux Bouffes-Parisiens.
- 3 août : La Colombe,  opéra-comique (version en 1 acte) de Charles Gounod, créé au Théâtre de Baden-Baden (voir 1866).
- 24 novembre : Das Pensionat, première opérette de Franz von Suppé représentée à Vienne au Theater an der Wien.
- 24 décembre : première de Barkouf, de Jacques Offenbach, sur un livret d’Eugène Scribe et Henry Boisseaux, à l'Opéra-Comique,chef d'orchestre : Jacques Offenbach.

Date indéterminée
- Alexandre Borodine : Sonate pour violoncelle et piano.
- Franz Liszt : Mephisto Valse no 1.
- vers 1860 : Légende, pièce pour violon solo avec accompagnement d'orchestre écrite par Henryk Wieniawski.

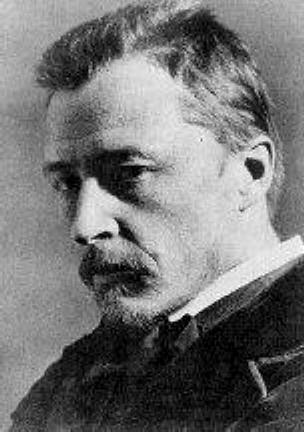
Hugo Wolf

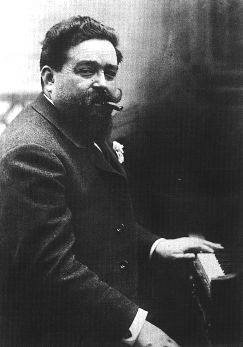
Isaac Albéniz

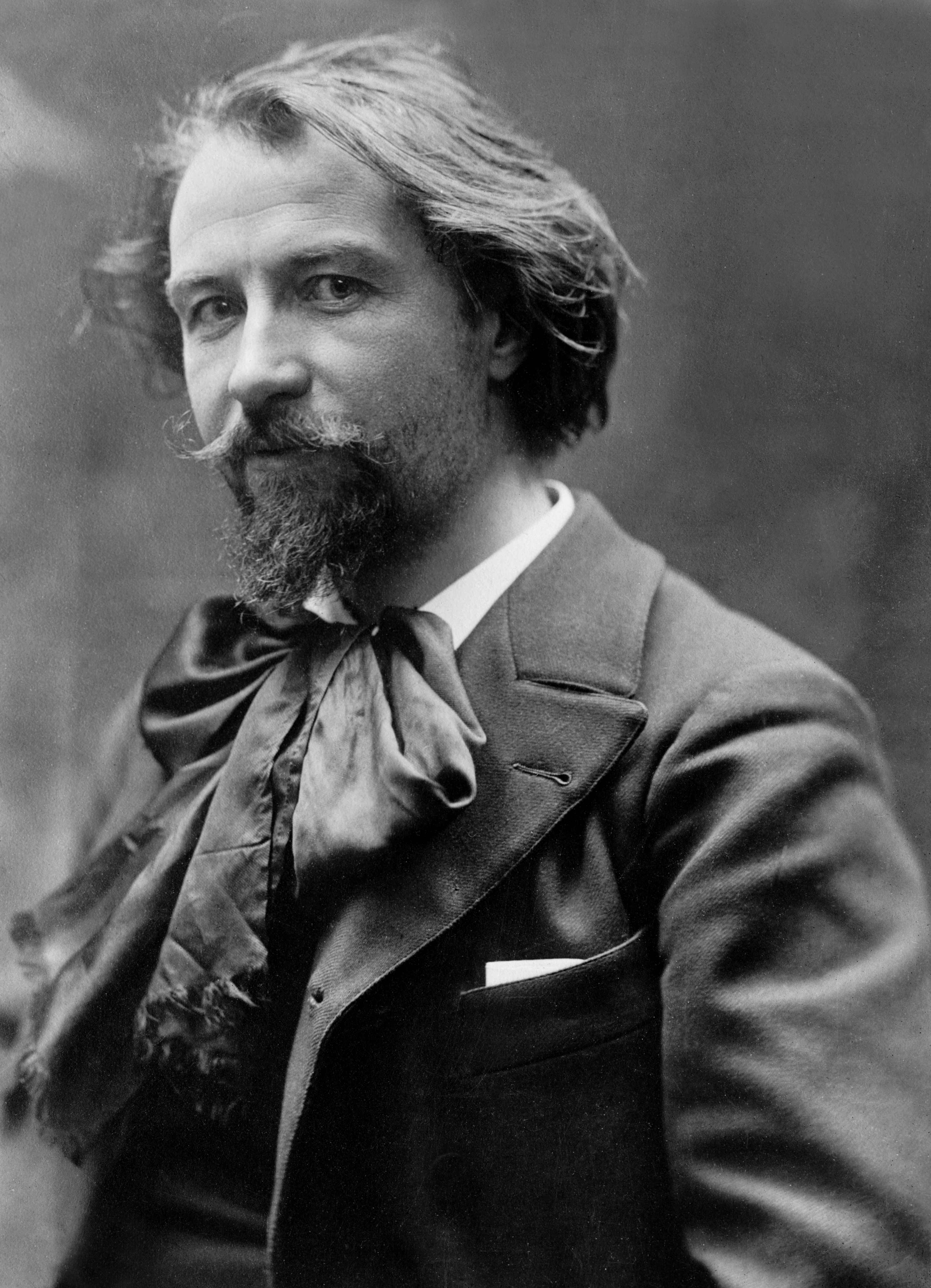
Gustave Charpentier

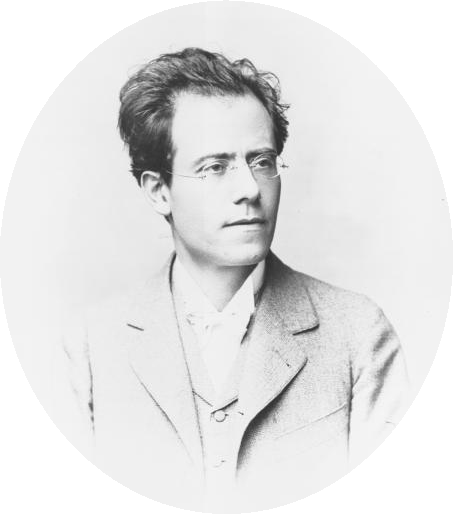
Gustav Mahler

## Naissances
- 9 janvier : Valborg Aulin, compositrice et pianiste suédoise († 11 janvier 1928).
- 13 janvier : Joseph Farigoul, compositeur et chef d'orchestre militaire français († 17 juillet 1933).
- 23 février : Celeste de Longpré Heckscher, compositrice américaine († 18 février 1928).
- 13 mars : Hugo Wolf, compositeur autrichien († 22 février 1903).
- 18 mars : August Jaeger, éditeur de musique († 18 mai 1909).
- 25 mars : Cornélis Liégeois, violoncelliste et compositeur belge († 30 janvier 1921).
- 4 mai : Emil von Řezníček, compositeur autrichien († 2 août 1945).
- 5 mai : Pietro Floridia, compositeur italien († 16 août 1932).
- 16 mai : Georges Marty, chef d'orchestre et compositeur français († 11 octobre 1908).
- 17 mai : August Stradal, pianiste et compositeur tchèque († 13 mars 1930).
- 18 mai : Mary Wurm, pianiste et compositrice britannique († 21 janvier 1938).
- 29 mai : Isaac Albéniz, pianiste et compositeur espagnol († 18 mai 1909).
- 10 juin : 
  - Haricléa Darclée, cantatrice soprano roumaine († 10 janvier 1939).
  - Lucien Hillemacher, compositeur français († 2 juin 1909).
- 25 juin : Gustave Charpentier, compositeur français († 18 février 1956).
- 3 juillet : William Wallace, compositeur écossais († 16 décembre 1940).
- 7 juillet : Gustav Mahler, compositeur, pianiste et chef d'orchestre autrichien († 18 mai 1911).
- 10 juillet : Guillaume Ibos, chanteur d'opéra français († 22 septembre 1952).
- 22 juillet : Émile Bonnamy, compositeur et pianiste français († 24 décembre 1920).
- 30 juillet : Ernest Carbonne, ténor français († 1924).
- 13 août : Edouard Potjes, compositeur et pianiste néerlandais († 4 janvier 1931).
- 8 septembre : Alberto Franchetti, compositeur italien († 4 août 1942).
- 5 octobre : François Garoute, ténor français († 18 mai 1910).
- 8 octobre : Felix Woyrsch, compositeur allemand († 20 mars 1944).
- 11 octobre :
  - Fernando De Lucia, ténor italien († 21 février 1925).
  - Felia Litvinne, soprano russe († 12 octobre 1936).
- 6 novembre : Ignacy Paderewski, pianiste, compositeur, homme politique et diplomate polonais († 29 juin 1941).
- 8 novembre : Magdeleine Godard, violoniste et professeur de violon française († 20 août 1940).
- 28 novembre : Gabriel Parès, chef de musique militaire et compositeur français († 2 janvier 1934).
- 29 novembre : Hans Haym, chef d'orchestre allemand († 15 février 1921).
- 12 décembre : Ludwig Boslet, compositeur et organiste allemand († 23 janvier 1951).
- 18 décembre : Edward MacDowell, compositeur, pianiste, chef d'orchestre et pédagogue américain († 23 janvier 1908).
- 24 décembre : Julius Korngold, critique musical autrichien († 25 septembre 1945).
- 28 décembre : Alexander von Fielitz, compositeur, chef d'orchestre et professeur de musique allemand († 29 juillet 1930).

Date indéterminée
- François Boucher, violoniste et professeur de musique québécois († 1936).
- Amy Woodforde-Finden, compositrice britannique († 13 mars 1919).

## Décès

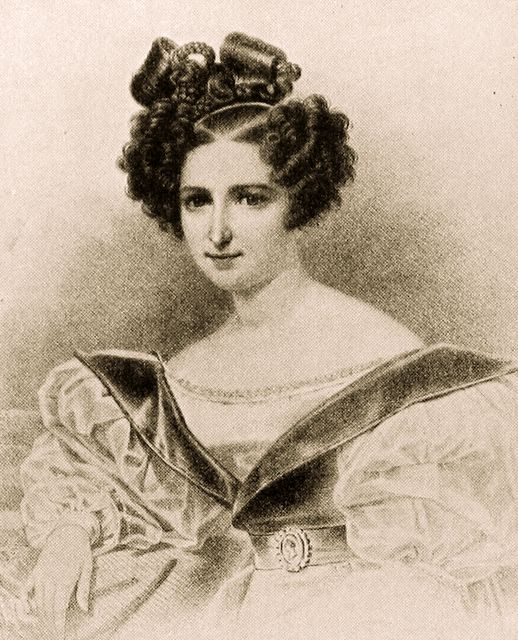
Wilhelmine Schröder-Devrient.

- 16 janvier : Narcisse Girard, chef d'orchestre et compositeur français (° 28 janvier 1797).
- 26 janvier : Wilhelmine Schröder-Devrient, cantatrice allemande (° 6 décembre 1804).
- 20 février : George Bridgetower, violoniste polonais (° 29 février 1780).
- 6 mars : Friedrich Dotzauer, violoncelliste et compositeur allemand (° 20 juin 1783).
- 14 mars : Louis-Antoine Jullien, compositeur et chef d'orchestre français (° 23 avril 1812).
- 28 mars : Johann Ludwig Böhner, pianiste, organiste, chef d'orchestre et compositeur allemand (° 8 janvier 1787).
- 7 avril : David Buhl, trompettiste et compositeur français (° 21 février 1781).
- 1er mai : 
  - Luigi Gordigiani, compositeur italien (° 21 juin 1800).
  - Giacomo Panizza, compositeur italien (° 24 mars 1804).
- 21 mai : Johannes Frederik Fröhlich, violoniste, chef d'orchestre et compositeur danois (° 21 août 1806).
- 23 mai : André Robberechts, violoniste et compositeur belge (° 16 décembre 1797).
- 25 mai : César Antoine Janssen, clarinettiste français qui a inventé les rouleaux de clefs facilitant le glissement de l'auriculaire († 11 avril 1780).
- 26 août : Friedrich Silcher, compositeur allemand (° 27 juin 1789).
- 25 septembre : Carl Friedrich Zöllner, compositeur et chef de chœur allemand (° 17 mai 1800).
- 5 novembre : Karl Binder, compositeur autrichien (° 29 novembre 1816).
- 11 novembre : Guillaume Bouteiller, compositeur français (° 28 octobre 1787).

Date indéterminée
- Ferdinando Sebastiani, clarinettiste et compositeur italien, considéré comme le fondateur de l'école de clarinette napolitaine (° 1803).
- Marion Dix Sullivan, compositrice américaine (° 1802).